# Diversidad sexual en Chipre del Norte
Las personas lesbianas, gays, bisexuales y transgénero (LGBT) en la República Turca del Norte de Chipre (RTNC) enfrentan desafíos legales que no experimentan los residentes no LGBT. La actividad sexual entre personas del mismo sexo es legal en Chipre del Norte desde el 7 de febrero de 2014. Las leyes anteriores permitían penas de prisión de tres años, según los artículos 171 y 173 de su código penal; la homosexualidad femenina no estaba criminalizada. Hasta 2011 se habían producido arrestos por homosexualidad.

## Legalidad de las relaciones entre personas del mismo sexo
Las leyes eran un legado del dominio colonial británico, que se mantuvieron después de que la isla de Chipre obtuviera su independencia en la década de 1960. Mientras que la República de Chipre despenalizó la homosexualidad en 1998 para poder acceder a la Unión Europea (UE) en 2004, el estatus en disputa del norte significa que se encuentra fuera de la jurisdicción de la UE.
Desde 2006 se estaba considerando seriamente la derogación de la criminalización de la homosexualidad masculina. En octubre de 2011, la eurodiputada Marina Yannakoudakis afirmó que durante una visita al norte de Chipre, el presidente Derviş Eroğlu le había prometido que legalizaría la homosexualidad para alinearla con Turquía, la República de Chipre y el resto de Europa. En diciembre de 2011 se anunció que, debido a la creciente presión de los eurodiputados, los legisladores del norte de Chipre derogarían la ley que actualmente penaliza la homosexualidad. El presidente Derviş Eroğlu, líder en ejercicio del gobierno, expresó que firmaría el proyecto de ley cuando le llegara.
Esto se retrasó hasta que se presentaron dos casos contra el Norte de Chipre ante el Tribunal Constitucional de la RTNC y el Tribunal Europeo de Derechos Humanos. Inmediatamente después de que el caso fuera presentado ante el Tribunal Europeo, el Centro de Coordinación de la UE del Primer Ministro de la RTNC elaboró una enmienda en abril de 2013 para derogar los artículos 171, 172 y 173 del capítulo 154 del código penal de la república. Se esperaba que esto fuera aprobado, pero fue pospuesto.
Si la legislación no se hubiera aprobado, el Tribunal Europeo de Derechos Humanos probablemente habría escuchado el caso y dictaminado que la criminalización constituye una violación del artículo 8, en consonancia con el caso Dudgeon contra Reino Unido.
El 27 de enero de 2014, la Asamblea de la República, el parlamento de Chipre del Norte, votó a favor de abolir las disposiciones del código penal que prohibían las relaciones entre hombres entre personas del mismo sexo. El proyecto de ley se convirtió en ley y se publicó en el boletín oficial el 7 de febrero de 2014, entrando en vigor tras su publicación.

## Reconocimiento del matrimonio entre personas del mismo sexo
Organizaciones no gubernamentales han hecho llamamientos para legalizar el matrimonio entre personas del mismo sexo. En 2012, el Partido de la Democracia Comunal propuso una ley que habría legalizado los matrimonios entre personas del mismo sexo, pero el entonces gobernante Partido de Unidad Nacional se opuso a la legislación.